# Anders Haugen
Anders Olsen Haugen, ameriški smučarski skakalec, smučarski tekač in nordijski kombinatorec, * 24. oktober 1888, Bø, Telemark, Norveška, † 24. april 1984, San Bernardino, Kalifornija, ZDA.
Haugen je leta 1908 z bratom Larsom emigriral v ZDA in zgradil smučarsko skakalnico v Milwaukeeju. Dvakrat je nastopil na Zimskih olimpijskih igrah, v letih 1924 v Chamonixu in 1928 v St. Moritzu v smučarskih skokih, smučarskem teku in nordijski kombinaciji. Na igrah leta 1924 je osvojil bronasto medaljo na veliki skakalnici, toda prejel jo je več kot petdeset let po tekmovanju, ko je bila odkrita napaka v točkovanju, po kateri je bila bronasta medalja prvotno podeljena Thorleifu Haugu. 12. septembra 1974 mu je medaljo podelila Haugova hči, ko je bil star šestinosemdeset let. S tem je prvi in edini ameriški dobitnik olimpijske medalje v smučarskih skokih.